# Merrily We Go to Hell
Pour plus de détails, voir Fiche technique et Distribution.
Merrily We Go to Hell est un film américain réalisé par Dorothy Arzner, sorti en 1932.

## Synopsis
Jerry Corbett, un journaliste de Chicago qui cherche à écrire aussi des pièces de théâtre, rencontre Joan Prentice, une riche héritière, et ils tombent amoureux. Malgré la réputation d'alcoolique de Jerry et les objections de son propre père, Joan accepte de l'épouser, et persiste dans ce choix, même quand il arrive ivre à la fête de fiançailles. Après le mariage, Jerry travaille à l'écriture de sa pièce et reste sobre. Ils se rendent à New York quand sa pièce y est acceptée, avec dans le rôle principal Claire Hempstead, une ancienne maîtresse de Jerry. Il se remet alors à boire et à revoir Claire. Lors de la Saint-Sylvestre, Joan apprend qu'elle est enceinte et qu'elle doit faire attention vu son état physique. Elle tente de prévenir Jerry mais il est trop préoccupé par Claire. Elle le quitte alors, ce qui fait comprendre à Jerry que Claire n'est qu'une passade. Jerry rentre à Chicago, redevient journaliste et reste sobre, mais malgré cela le père de Joan fait tout pour l'empêcher de la revoir. Jerry arrive finalement à la retrouver, le bébé est mort, mais ils se jurent un amour infini.

## Fiche technique
- Titre original : Merrily We Go to Hell
- Réalisation : Dorothy Arzner, assistée de Charles Barton (non crédité)
- Scénario : Edwin Justus Mayer, d'après le roman I, Jerry, Take Thee, Joan de Cleo Lucas
- Photographie : David Abel
- Montage : Jane Loring
- Musique : Rudolph G. Kopp, John Leipold
- Société de production : Paramount Publix
- Société de distribution : Paramount Publix
- Pays de production :  États-Unis
- Langue originale : anglais
- Format : noir et blanc — 35 mm — 1,37:1 — son Mono (Western Electric Noiseless Recording)]
- Genre : Comédie dramatique
- Durée : 78 minutes
- Dates de sortie : 
  - États-Unis : 10 juin 1932
  - France : 19 décembre 1932

## Distribution
- Sylvia Sidney : Joan Prentice
- Fredric March : Jerry Corbett
- Adrianne Allen (en) : Claire Hempstead
- Richard 'Skeets' Gallagher : Buck
- George Irving : Prentice
- Esther Howard : Vi
- Florence Britton : Charlcie
- Charles Coleman : Richard Damery
- Cary Grant : Charlie Baxter
- Kent Taylor : Greg

## Chansons du film
- On the banks of the Wabash Far Away : paroles et musique de Paul Dresser
- The Near Future : paroles et musique d'Irving Berlin